# Talmeca agathosa
Talmeca agathosa är en fjärilsart som beskrevs av William Schaus 1928. Talmeca agathosa ingår i släktet Talmeca och familjen tandspinnare. Inga underarter finns listade i Catalogue of Life.